# Gulu (Uganda)
Gulu ist eine Stadt im Nordwesten Ugandas mit etwa 150.000 Einwohnern. Sie ist die Hauptstadt des Distrikt Gulu in der Northern Region und eines der Zentren der Acholi.

## Bevölkerungsentwicklung
In Gulu gibt es eine große Anzahl von Flüchtlingslagern, in denen sudanesische, ruandische und kongolesische Menschen, die Anfang der 1960er-Jahre nach Uganda geflohen sind, dauerhaft untergebracht worden sind.
Durch den regelmäßigen Zustrom von Flüchtlingen ist Gulu inzwischen die nach Einwohnern zweitgrößte Stadt des Landes.
| Jahr                                       | 1969   | 1980   | 1991   | 2002    | 2014    | 2020    |
| ------------------------------------------ | ------ | ------ | ------ | ------- | ------- | ------- |
| Einwohner                                  | 18.170 | 14.958 | 38.297 | 119.430 | 150.306 | 177.400 |
| 1969–2014: jeweils Zensus; 2020: Schätzung |        |        |        |         |         |         |

## Religion

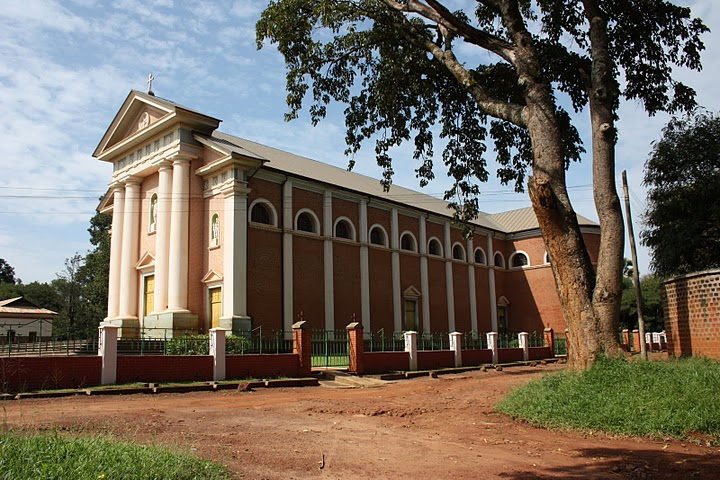
Kathedrale St. Joseph

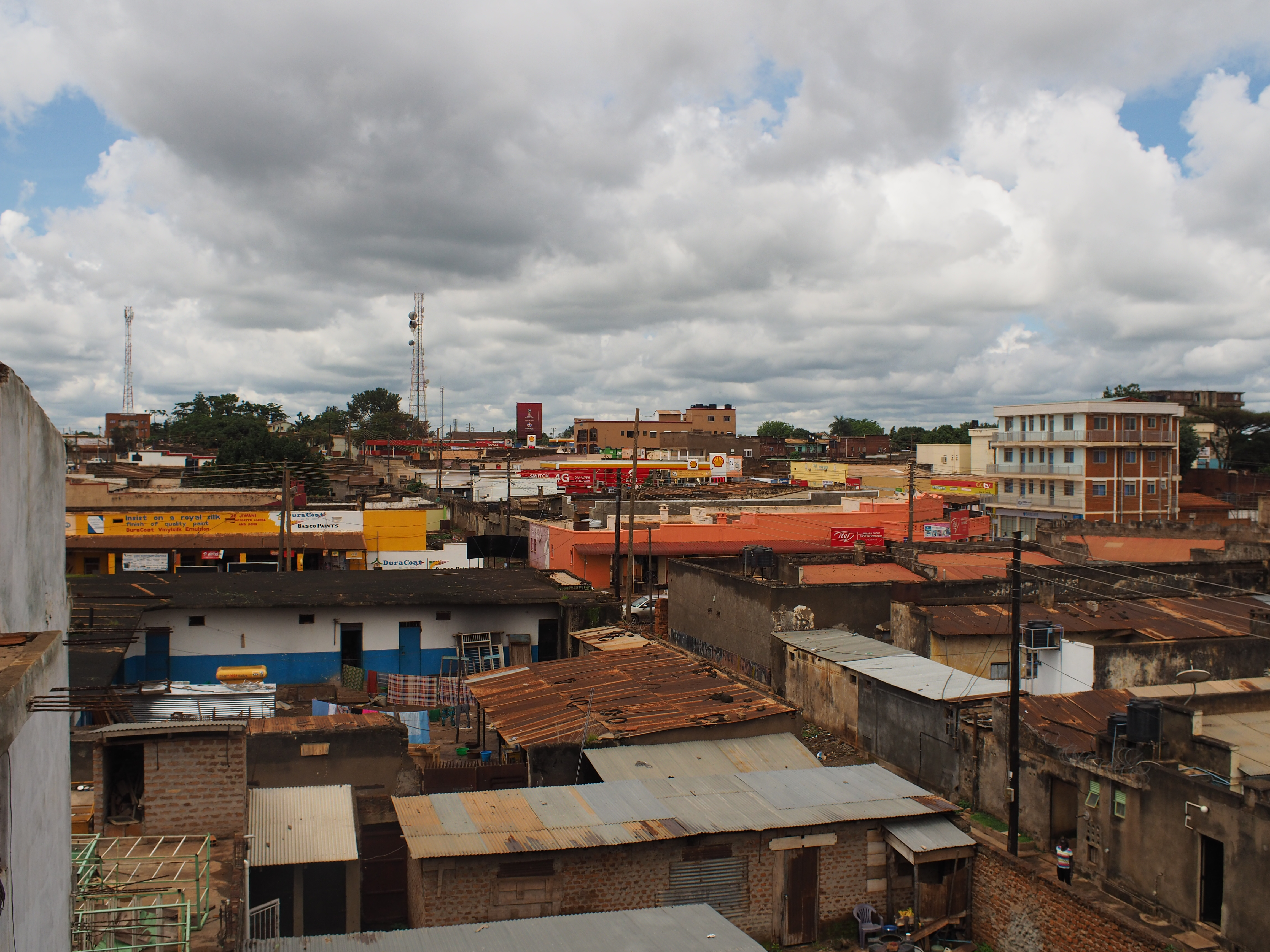
Blick auf Gulu

Seit 1953 ist Gulu Sitz des römisch-katholischen Bistums Gulu, das 1999 zum Erzbistum Gulu erhoben wurde. Vorläufer war die 1923 errichtete Apostolische Präfektur Nilo Equatoriale gewesen. Hauptkirche des Erzbistums ist die Kathedrale St. Joseph.
Gulu ist auch der Sitz der Diözese Norduganda der Kirchenprovinz Uganda der Anglikanischen Gemeinschaft. Hier befindet sich auch deren Archbishop Janani Luwum Theological College.

## Verkehr
Bahn
Die Stadt hat Anschluss an die meterspurige Bahnlinie von Pakwach (am Albert Nil) nach Tororo an der Grenze zu Kenia. Über Tororo besteht im Prinzip eine Bahnverbindung nach der Hauptstadt Kampala.
Die Bahnlinie war seit 1993 außer Betrieb. Die Rift Valley Railways finanzierten die Wiederinbetriebnahme der Strecke nach Osten.
Nach der Entfernung der inzwischen gewachsenen Vegetation und der Reparatur von Strecke und Brücken konnte am 14. September 2013 der erste kommerzielle (Güter-)Zug seit 20 Jahren auf der durchgehenden Meterspur-Strecke vom kenianischen Hafen Mombasa über Nairobi und Eldoret an die kenianische Grenze in Tororo und weiter nach Gulu geführt werden.
Luftfahrt
Der Flughafen Gulu (IATA-Code ULU) hat eine feste Landebahn von 3139 m Länge, die 1959 gebaut wurde. Sie soll sich in schlechtem Zustand befinden. Gulu Airport ist, nach dem Flughafen Entebbe, der zweitgrößte Flughafen in Uganda, hat auch geringen internationalen Verkehr.
Straße

Fernstraßenverbindungen bestehen nach Pakwach, an die südsudanesische Grenze bei Nimule sowie Richtung Kamudini. Mit der Hauptstadt Kampala ist Gulu durch eine durchgehend asphaltierte Hauptstraße verbunden.

## Klima
|                       | Jan  | Feb  | Mär  | Apr  | Mai  | Jun  | Jul  | Aug  | Sep  | Okt  | Nov  | Dez  |   |      |
| Mittl. Tagesmax. (°C) | 32,2 | 33,4 | 31,7 | 28,8 | 27,5 | 26,9 | 26,6 | 26,7 | 27,6 | 28,0 | 28,5 | 30,1 | ⌀ | 29   |
| Mittl. Tagesmin. (°C) | 20,8 | 21,7 | 21,1 | 19,9 | 19,2 | 18,5 | 18,0 | 18,0 | 18,4 | 18,9 | 19,0 | 19,5 | ⌀ | 19,4 |
|                       |      |      |      |      |      |      |      |      |      |      |      |      |   |      |
| Niederschlag (mm)     | 19   | 23   | 100  | 207  | 191  | 140  | 167  | 210  | 167  | 199  | 124  | 37   | Σ | 1584 |

| 20,8 |

| 21,7 |

| 21,1 |

| 19,9 |

| 19,2 |

| 18,5 |

| 18,0 |

| 18,0 |

| 18,4 |

| 18,9 |

| 19,0 |

| 19,5 |

| 20,8 |

| 21,7 |

| 21,1 |

| 19,9 |

| 19,2 |

| 18,5 |

| 18,0 |

| 18,0 |

| 18,4 |

| 18,9 |

| 19,0 |

| 19,5 |

## Musikalische Rezeption
Die Musikband BAP rückt in ihrem Song (komponiert von Krumminga / Niedecken) Noh Gulu (aus dem Kölschen übersetzt: Nach Gulu) die Situation von Kindern in den Mittelpunkt, die nachts auf der Flucht vor Zwangsrekrutierung als Kindersoldaten durch LRA-Rebellen Schutz in großen, militärisch bewachten und von World Vision eingerichteten Zelten in Gulu suchten.
Während der Kämpfe zwischen dem UPDF und der LRA flohen jede Nacht bis zu 15.000 Kinder, die als "night commuters" bekannt waren, in die Stadt. Seit der Einstellung der Feindseligkeiten Ende 2006 hat sich die Zahl der "Nacht-Pendler" deutlich reduziert.

## Söhne und Töchter der Stadt
- Okot p’Bitek (1931–1982), ugandischer Dichter
- Patrick Lawino (* 1975), Bahnradsportler